# تشارلي غريفيث
تشارلي غريفيث (14 ديسمبر 1938 في باربادوس - ) (بالإنجليزية: Sir Charlie Griffith)‏ هو لاعب كريكت باربادوسي. شارك مع منتخب الهند الغربية للكريكت.

## وصلات خارجية
- تشارلي غريفيث على موقع إي آس بي آن كريك إنفو (الإنجليزية)